# جوانه‌زنی
جوانه‌زنی (به انگلیسی: Budding) نوعی تولید مثل غیرجنسی از طریق رویش یاختهٔ جدید از کنار یاختهٔ دیگر است که بیشتر در مخمرها روی می‌دهد.